# Acanthophis wellsi
Espèce
Synonymes
- Acanthophis wellsei Hoser, 1998
- Acanthophis wellsei donnellani Hoser, 2002

Acanthophis wellsi est une espèce de serpents de la famille des Elapidae.

## Répartition
Cette espèce est endémique d'Australie-Occidentale. Elle se rencontre dans les monts Hamersley et Chichester dans le Pilbara.

## Liste des sous-espèces
Selon The Reptile Database (5 août 2011) :
- Acanthophis wellsi wellsi Hoser, 1998
- Acanthophis wellsi donnellani Hoser, 2002

## Étymologie
Cette espèce est nommée en l'honneur de Richard Walter Wells. La sous-espèce Acanthophis wellsi donnellani est nommée en l'honneur de Stephen Charles Donnellan

## Publications originales
- Hoser, 1998 : Death Adders (Genus Acanthophis): An overview, including descriptions of five new species and one subspecies. Monitor, vol. 9, no 2, p. 20-41 (texte intégral).
- Hoser, 2002 : Death adders (genus Acanthophis): an updated overview, including description of 3 new island species and 2 new Australian suspecies. Crocodilian, vol. 4, no 1, 5p. -7, 9-11, 14, 16-22, 24-30 (texte intégral).